# Alexa (köpcentrum)
Alexa är ett köpcentrum söder om Alexanderplatz i Berlin. Det invigdes 2007 och är en av Berlins största inomhusgallerior. Alexa är byggd i art déco-stil och har en yta på över 50 000 kvadratmeter fördelade på fem plan. Gallerian innehåller 170 butiker och en food court (restaurangdel). Fram till 2017 låg även den stora modelljärnvägsutställningen LOXX högst upp i gallerian. Gallerian innehåller förutom flera märkesbutiker världens största Mediamarkt i fyra plan.

## Tidigare byggnader
På platsen låg från 1890 till 1957 Polizeipräsidium Alexanderplatz, Berlins polishögkvarter. Efter att huset skadats i kriget och återstoden rivits låg här en stor parkeringsplats där en stor julmarknad i Östberlin hölls årligen.